# Szófia központi pályaudvar
Szófia központi pályaudvar (bolgár nyelven: Централна железопътна гара София, latin betűkkel: Tsentralna zhelezopatna gara Sofiya) Bulgária fővárosának, Szófiának legfontosabb pályaudvara és egyben az ország legnagyobb állomása. Az állomás 13 vágányos, melyet hat peron szolgál ki. A városközponttól mintegy egy km-re található. Az állomást 2016-ban újították fel.

## Forgalom
Szófia központi pályaudvaráról belföldi- és nemzetközi vonatok is indulnak. A két fő belföldi vonal a Szófia–Várna és a Szófia–Burgasz vonal. A pályaudvarról metróval lehet eljutni a szófiai repülőtérre. Nemzetközi vonatok Budapestre, Szalonikibe, Isztambulba, Bukarestre és Belgrádba indulnak innen.

## Közlekedési kapcsolatok

### Busz
A regionális- és nemzetközi buszjáratok a Szófia központi pályaudvar mellett található Szófia központi buszpályaudvarról indulnak.

### Tömegközlekedés
- A Szófiai villamos 1-es, 3-as, 6-os, 7-es és 12-es villamosvonala érinti.[3]
- Buszvonalak: 60, 74, 77, 78, 82, 85, 101, 213, 214, 285, 305, 404, 413[3]

#### Metró
A Szófiai metró központi állomása közvetlenül a pályaudvar mellett fekszik.

## Képgaléria

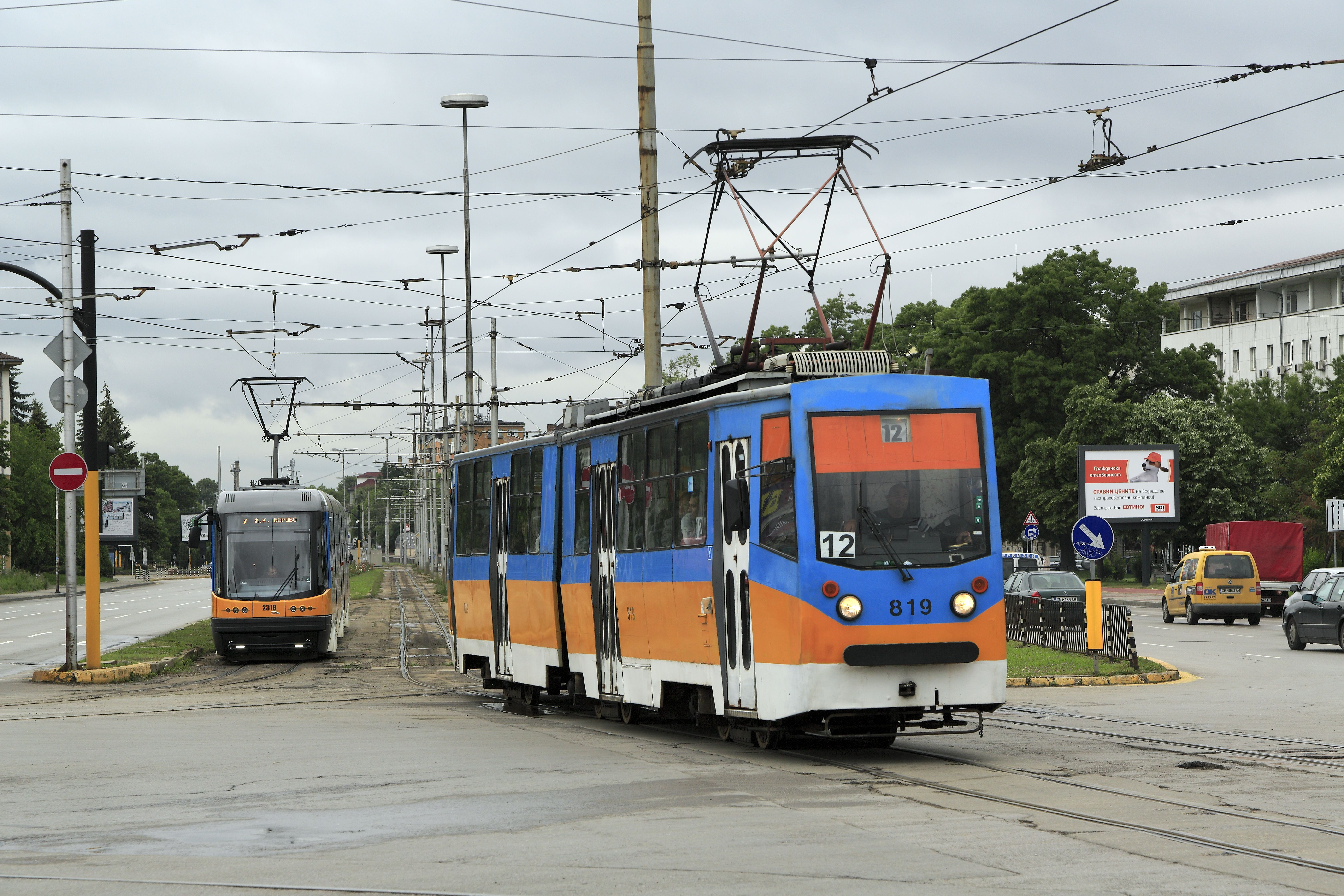
Az állomás előtti villamosmegálló
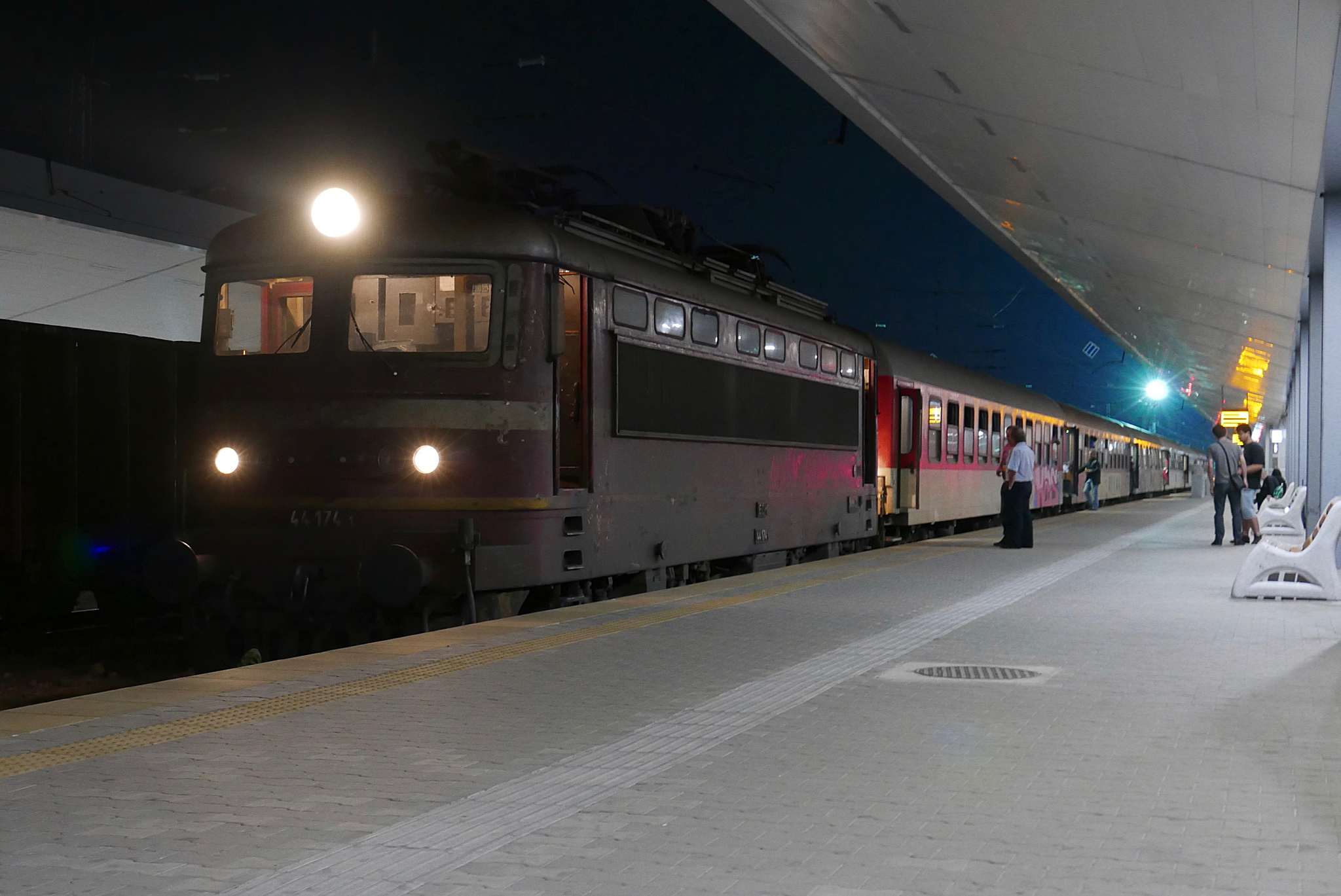
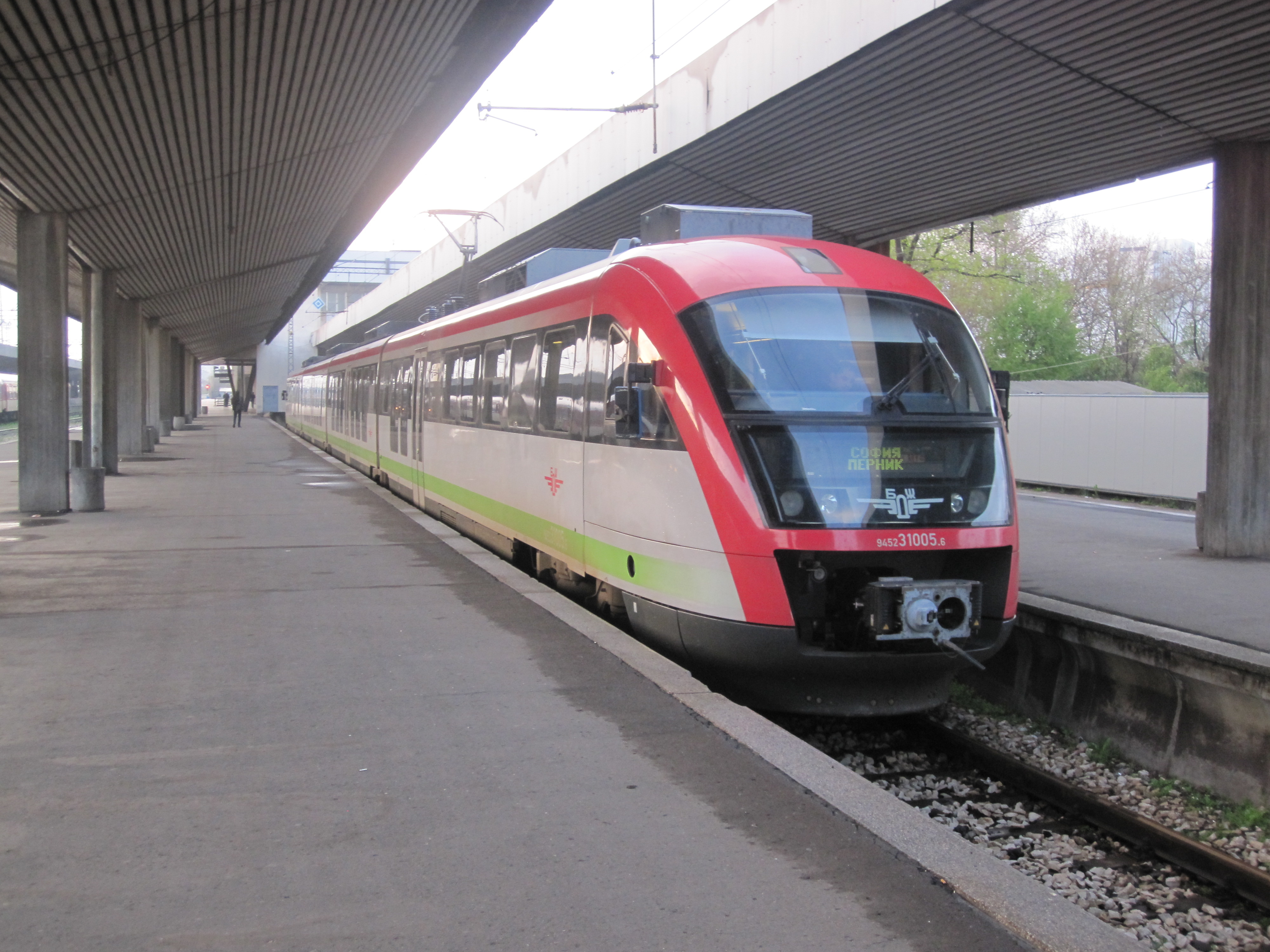
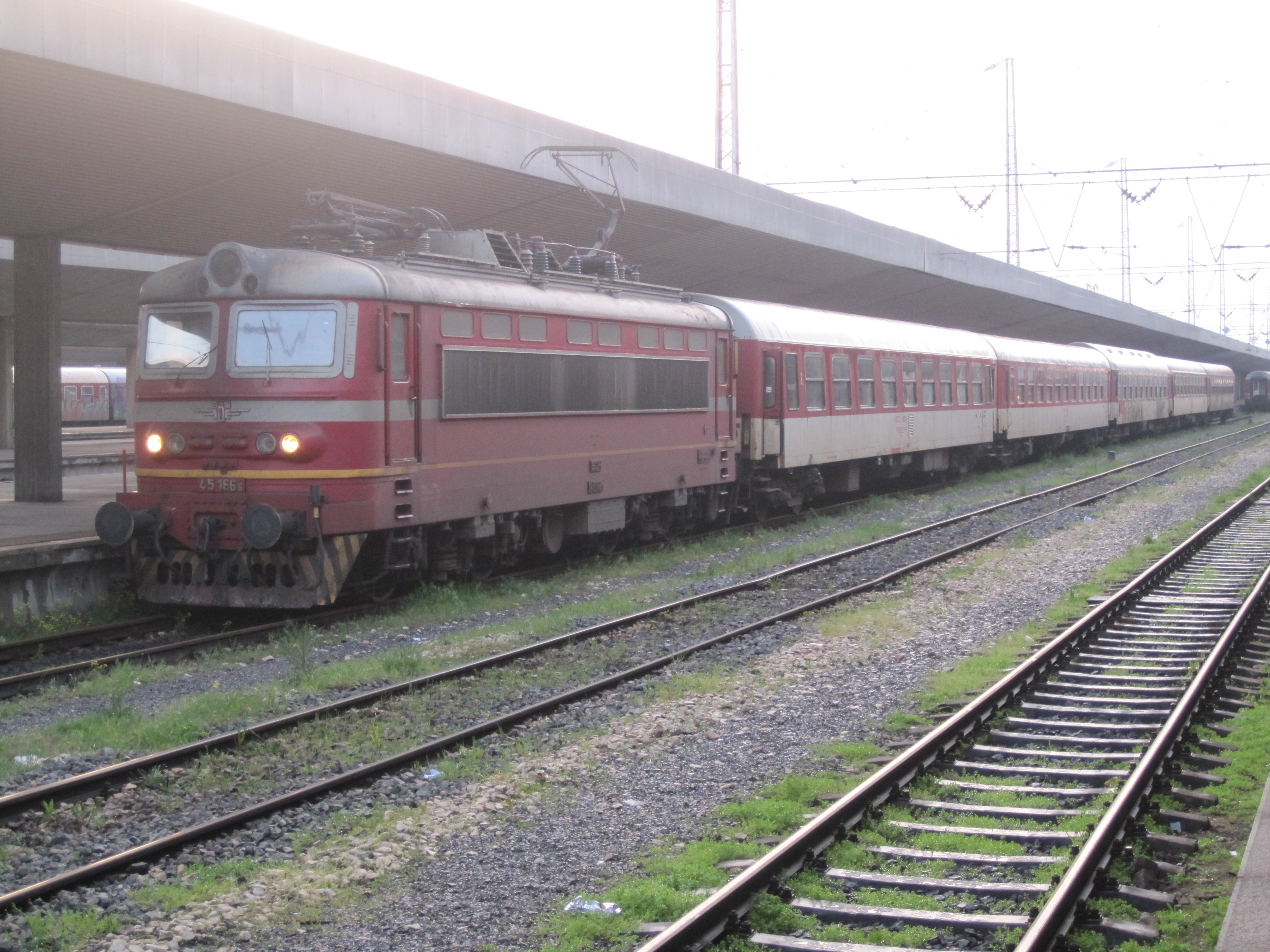
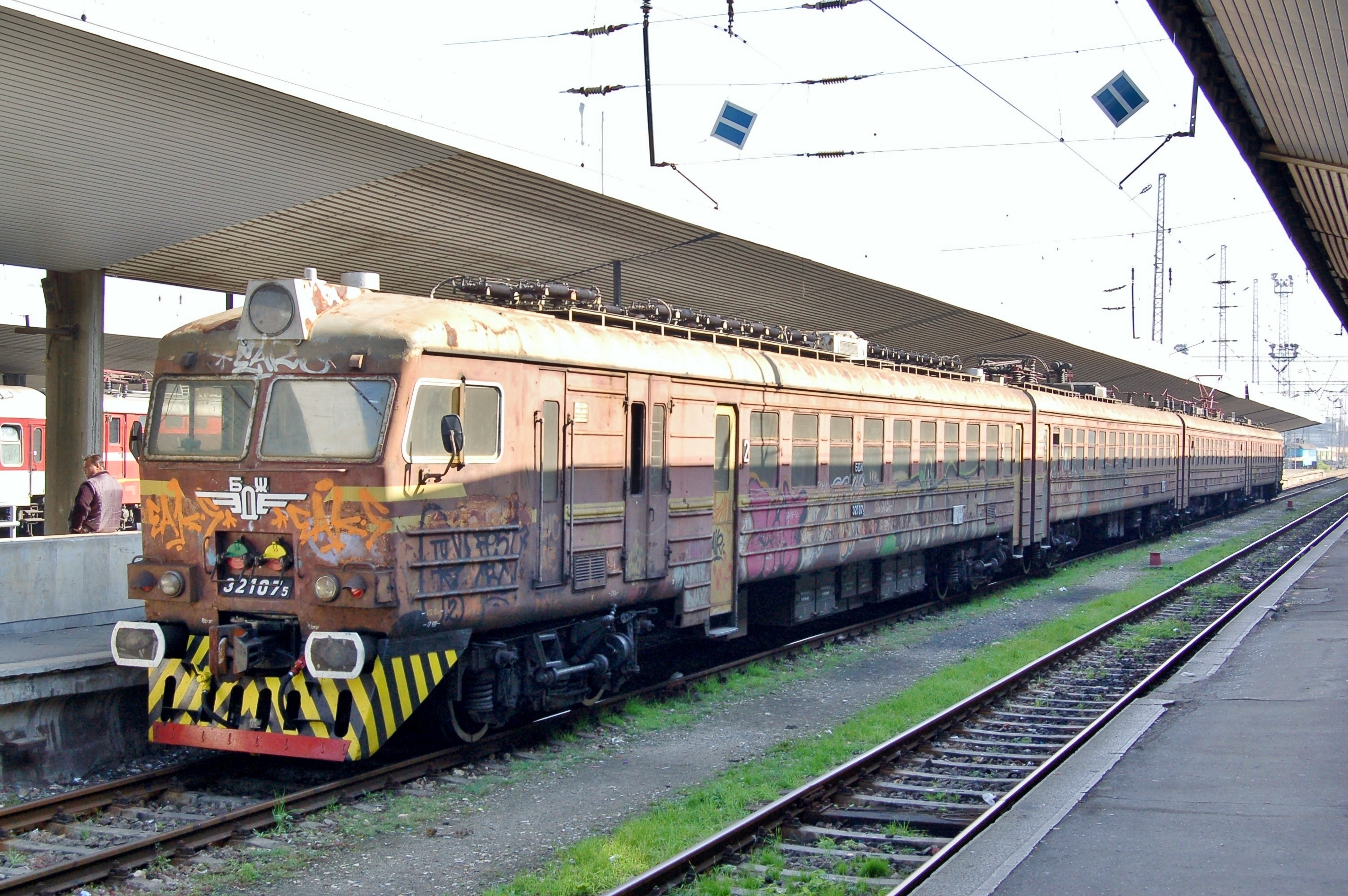
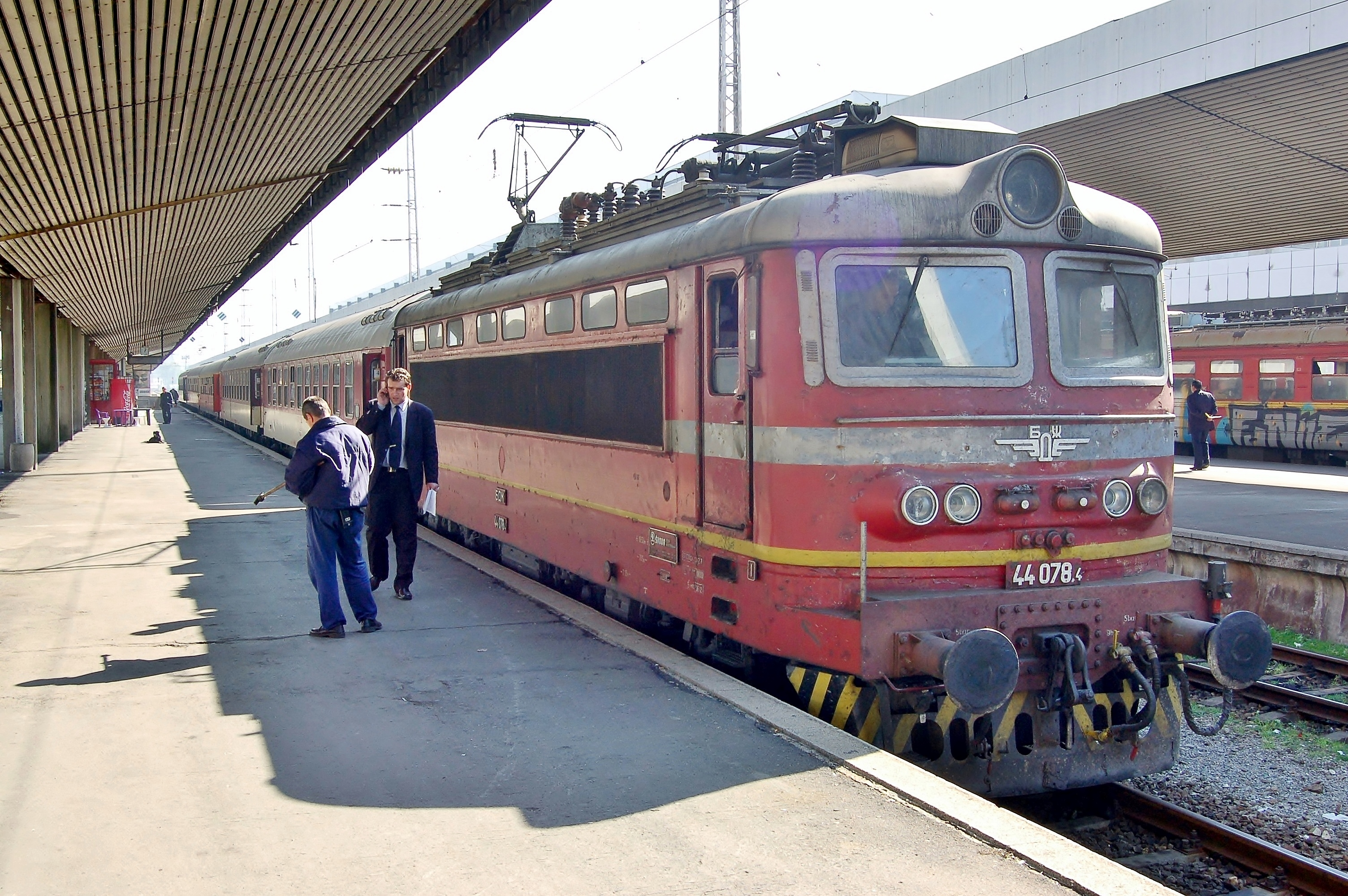
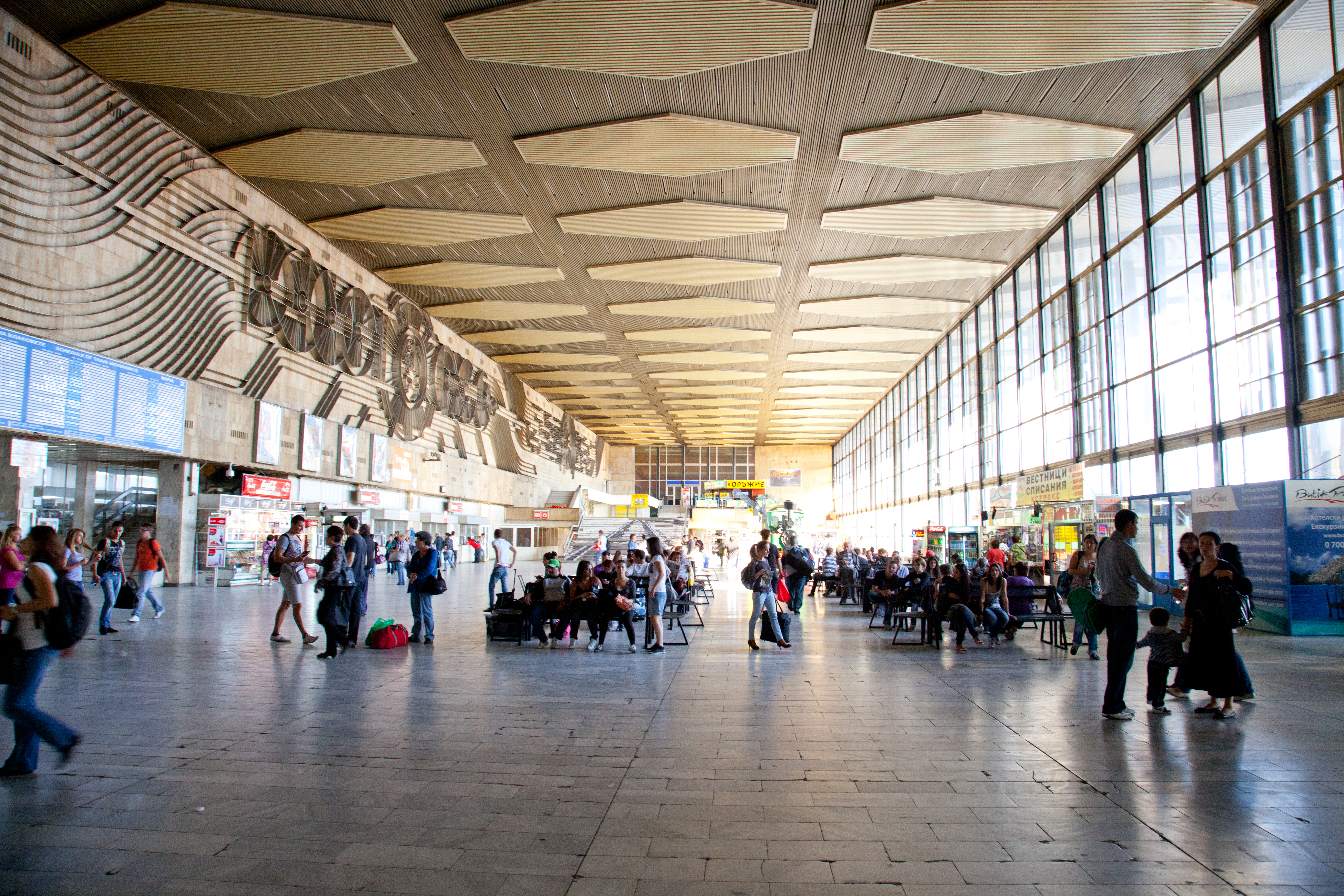
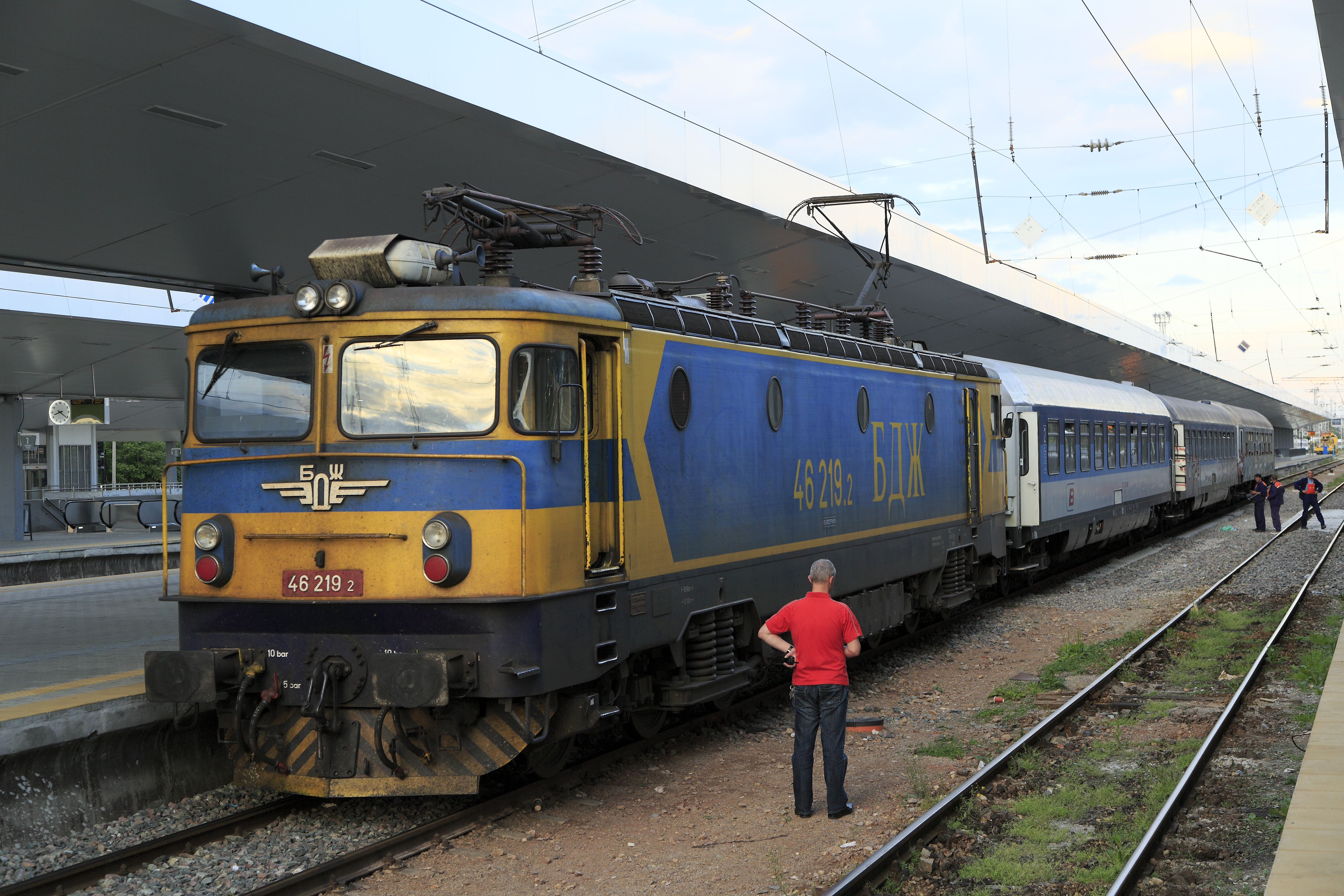
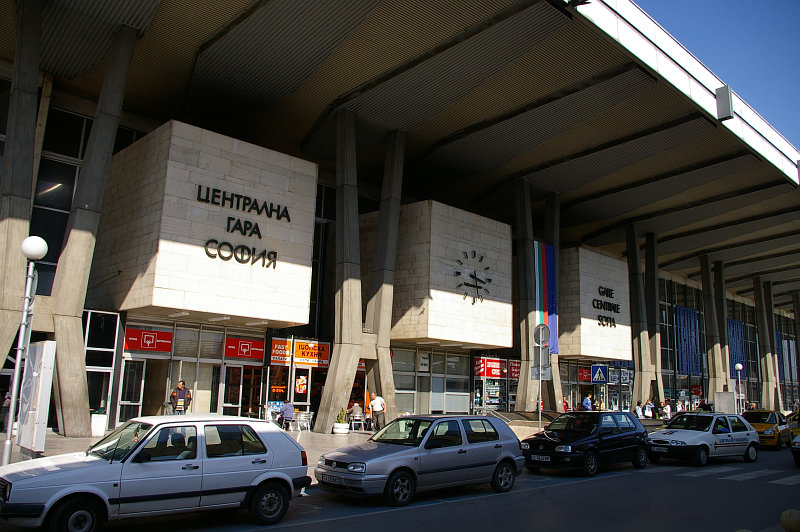
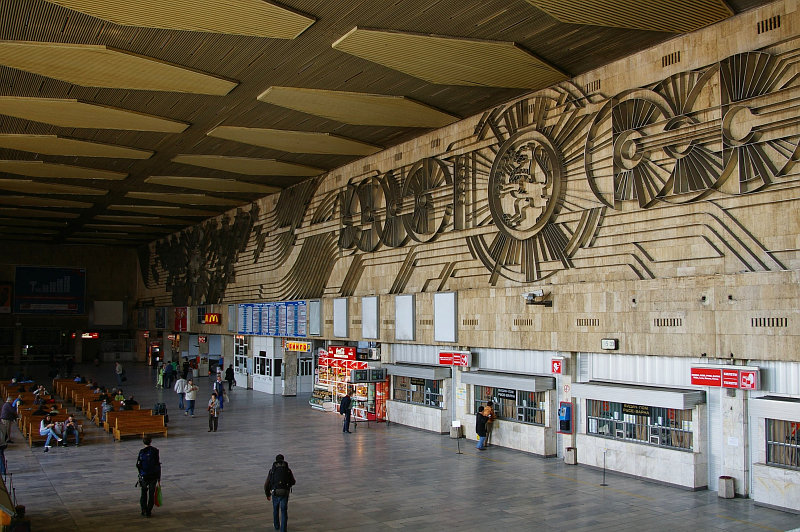